# Liste von Funktionen eines Formel-1-Lenkrades
Die Liste der Funktionen eines Formel-1-Lenkrades beschreibt beispielhaft die verschiedenen Anzeigen, Schalter und Regler an den Lenkrädern eines Formel-1-Rennwagens.

## Geschichte
Die Formel 1 war in den 1950er Jahren geprägt von mechanischen und einfachen elektrischen Komponenten. Das Lenkrad war rund, aus Holz, und diente viele Jahre lang einzig der Lenkung des Wagens, bis weit in die 1980er Jahre befanden sich die Schalter und Anzeigen auf Chassisbauteilen im Cockpit. 1979 hatte der Williams FW07 als einer der ersten Formel-1-Rennwagen einen Kippschalter am Lenkrad, mit dem der Motor ausgeschaltet werden konnte.
Ab Ende der 1980er Jahre hielt die Elektronik in die Formel 1 Einzug, 1989 waren beim Ferrari 640, der von John Barnard konstruiert wurde, erstmals Schaltwippen zum elektronischen Gangwechsel am Lenkrad vorhanden. 1991 konnten die Fahrer über vier Tasten und zwei Schaltwippen am Lenkrad Funktionen des McLaren MP4/6 steuern.
1997 verfügte der McLaren MP4/12 als erstes über ein „Brake-Steer“ genanntes System. Die Fahrzeugelektronik bestimmte anhand des Lenkrad-Einschlags, ob das Fahrzeug eine Links- oder Rechtskurve fuhr, und bremste automatisch das kurveninnere Hinterrad ab. Somit konnte das Untersteuern in der Kurve sowie das Durchdrehen des kurveninneren Hinterrads aus engen Kurven heraus verringert werden.
2003 mussten beim McLaren MP4-17D schon über 30 Funktionen beherrscht werden. 2011 hatte das Lenkrad des Ferrari 150º Italia mehr als 100 verschiedene Anzeigen, Schalter und Einstellmöglichkeiten.
Ein 2011er Formel-1-Lenkrad bestand schon aus rund 120 Einzelteilen, war überwiegend aus Karbon gefertigt und wog etwa 1,3 Kilogramm. Die Konstruktion der individuell angepassten Bedienelemente nahm 2011 rund 100 Arbeitsstunden in Anspruch.

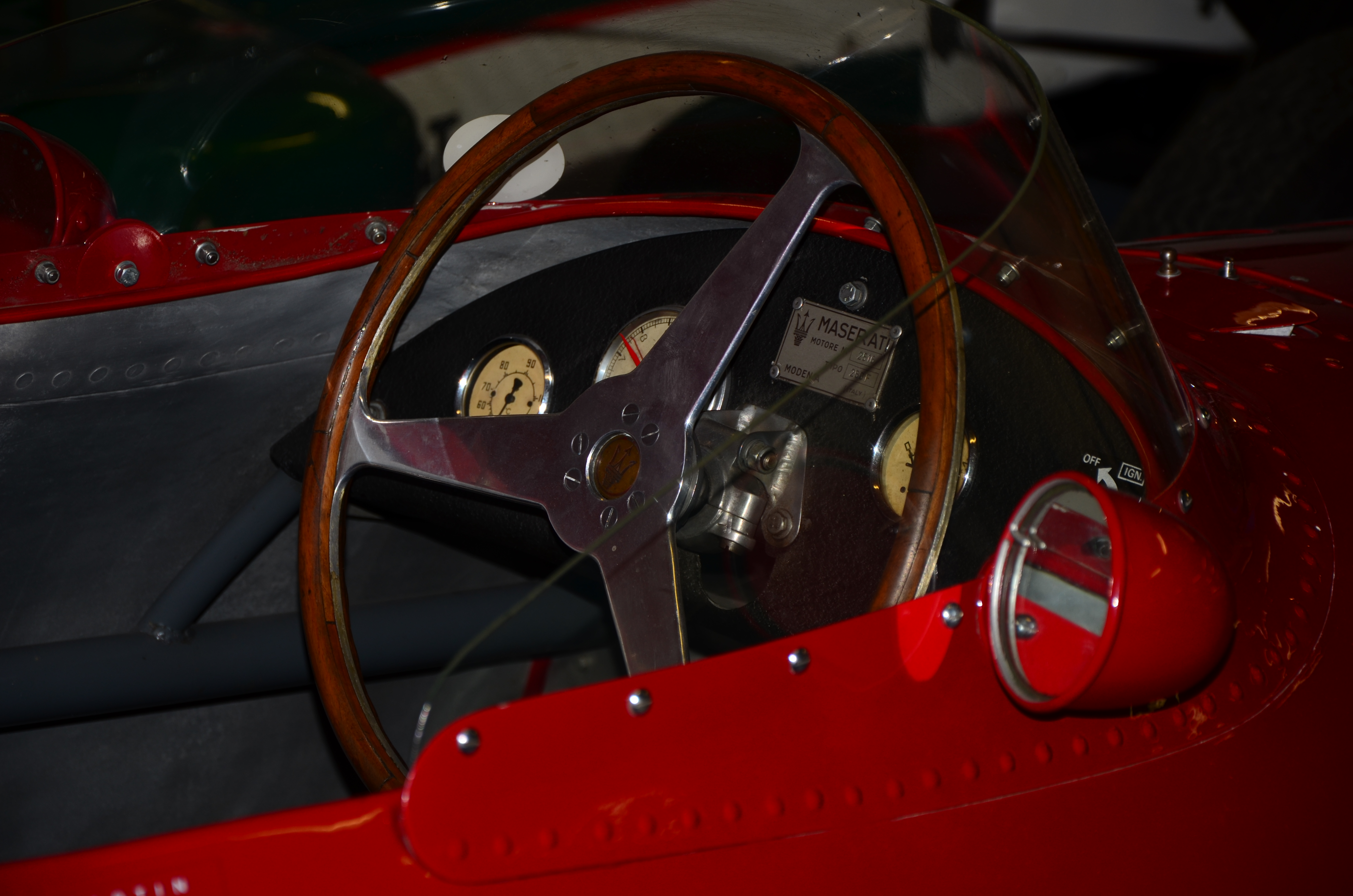
1955: Holzlenkrad in einem Maserati 250F
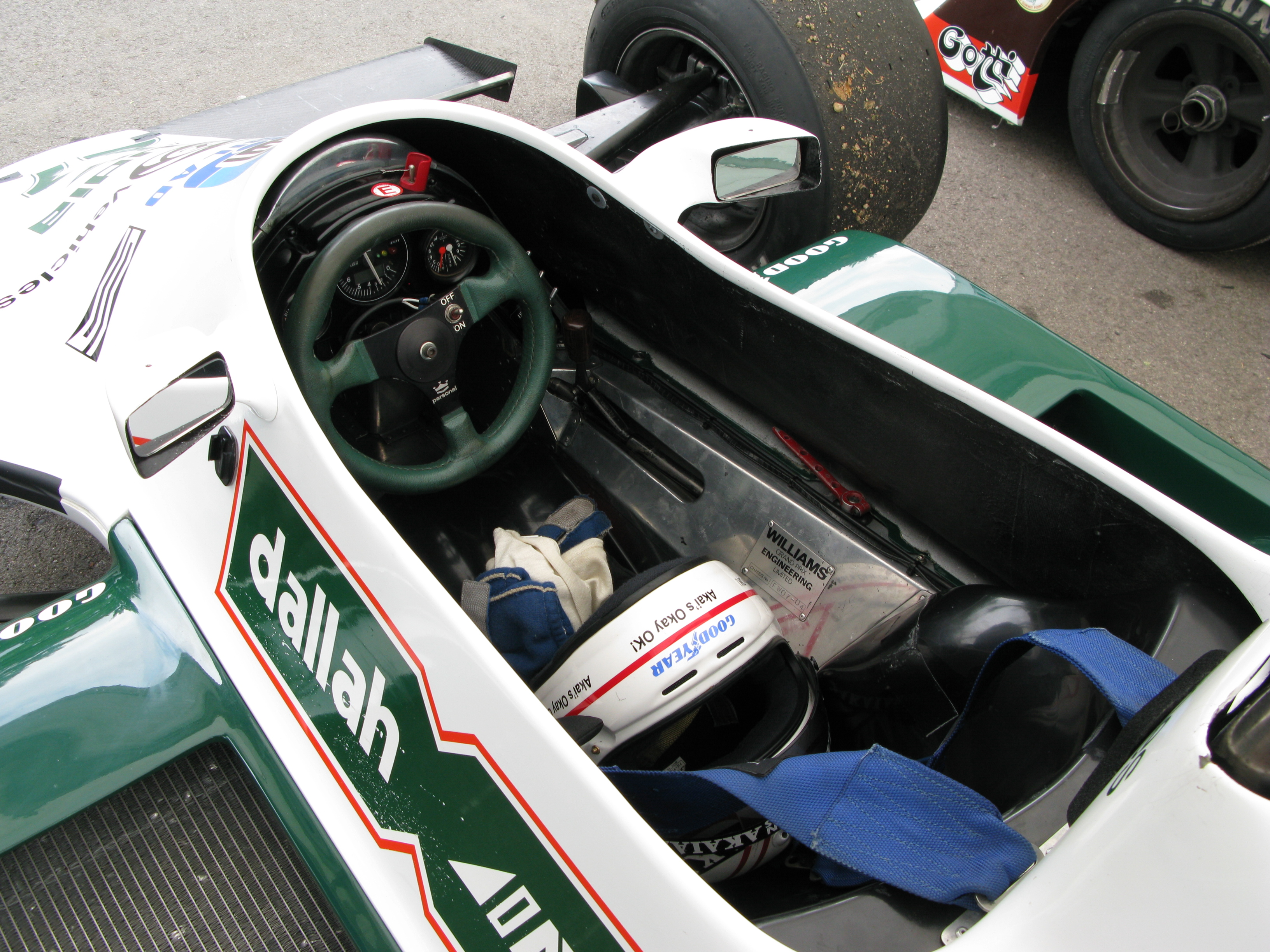
1979: Kippschalter beim Williams FW07
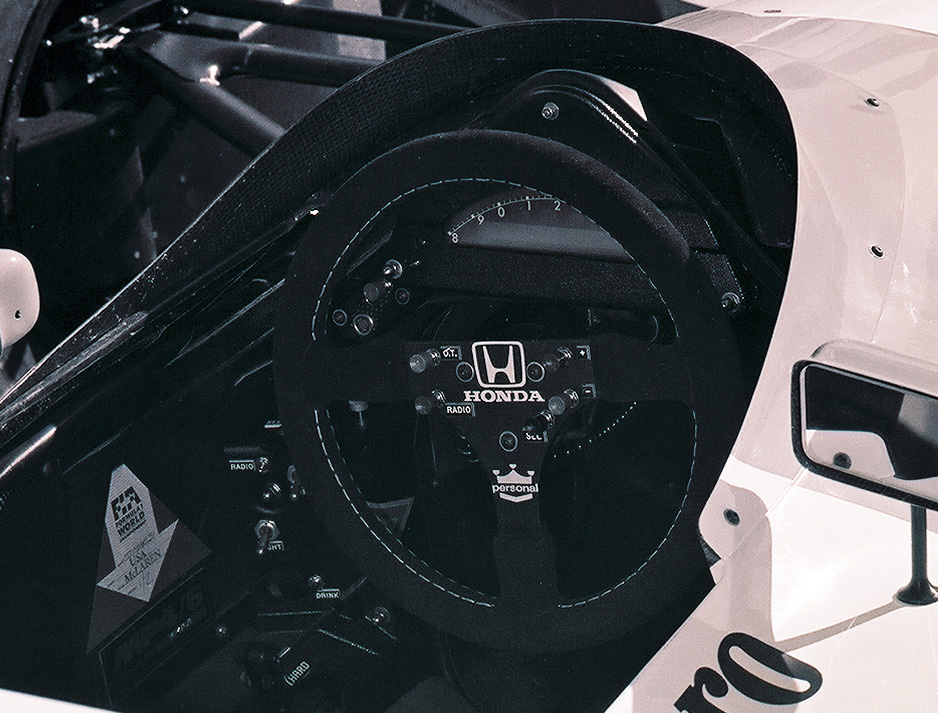
1991: 6 Tasten beim McLaren MP4/6
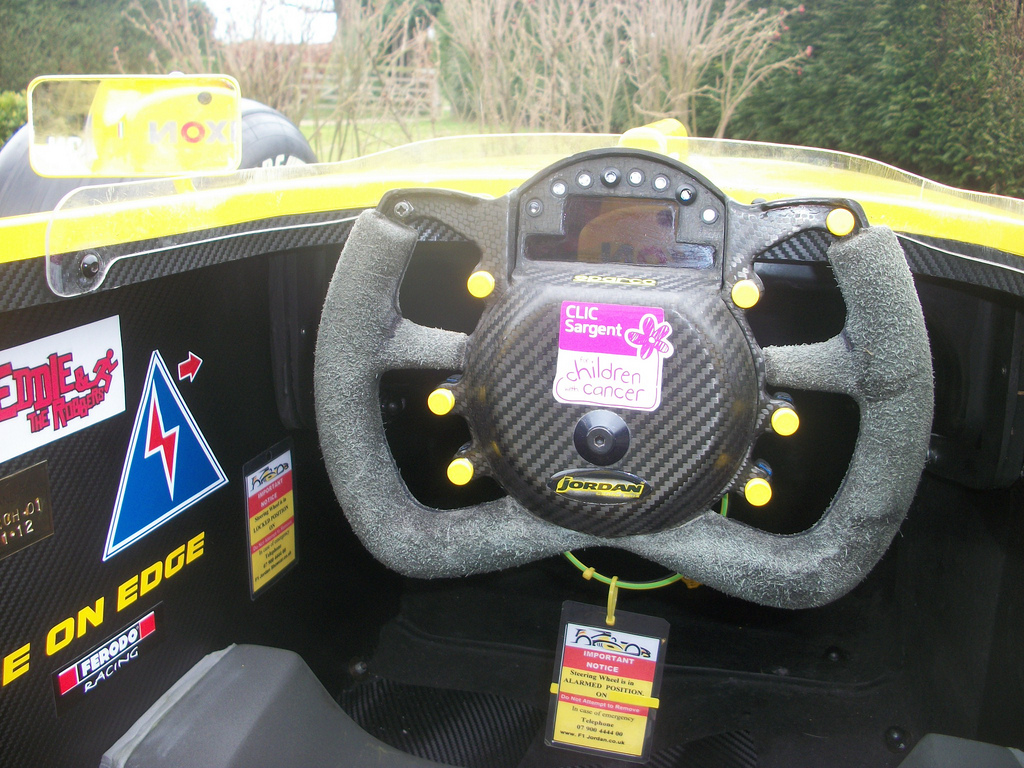
2001: 12 Tasten des Jordan EJ11
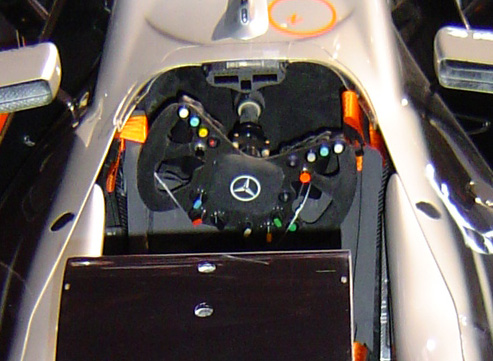
2003: Über 30 Funktionen am McLaren MP4-17D

## Funktionen auf der Vorderseite
Als Beispiel diente hier das Lenkrad des Ferrari 150º Italia aus dem Jahr 2011.
Beschriftung RF (Rear wing flap)
Hinweis auf Taster auf der Rückseite für die Aktivierung der Heckflügelklappe.
Taster N (Neutral)
Taste aktiviert den Leerlauf.
Kontrollleuchte RF on (Rear wing flap on)
Die Heckflügelklappe ist aktiviert.
Kontrollleuchte Ready
Die Heckflügelklappe darf verwendet werden.
LED-Leiste
Schaltblitz, Anzeige des optimalen Schaltpunktes.
doppelte gelbe/rote/blaue Signalleuchten
Über die drei Signalleuchten übermittelt die Rennleitung die angezeigten Flaggenzeichen Gelb, Rot oder Blau direkt ins Cockpit.
Große Digitalanzeige links und rechts
Auf diesen Digitalanzeigen werden verschiedene Werte und Einstellungen angezeigt. Die Anzeige wird mit dem Multifunktionsdrehschalter MF umgeschaltet.
Digitalanzeige in der Mitte
Ganganzeige
Kontrollleuchte Soc H
KERS wird geladen.
Kontrollleuchte K on (KERS on)
KERS ist aktiviert.
Taster L (Limiter)
Geschwindigkeitsbegrenzer für die Boxengasse.
Beschriftung K (KERS)
Hinweis auf Taster auf der Rückseite für die Aktivierung des KERS.
Drehschalter DIF-IN (Differential lock)
Einstellung der Differenzialsperre für Kurven.
Drehschalter CHRG (Charge)
Dieser Schalter ermöglicht, die Ladegeschwindigkeit des KERS zu variieren. Bei Stufe 0 werden die Akkumulatoren nicht geladen, bei 4 werden beim Bremsen die Generatoren maximal zugeschaltet, entsprechend ist die Bremswirkung erhöht.
Kontrollleuchte Soc L
Funktion unbekannt.
Taster Ov
Freigabe der maximalen Drehzahl.
Taster DRINK
Aktiviert die Getränkezufuhr im Helm.
Taster PUMP
Zusätzliches Öl wird in den Motor gepumpt.
Taster RF
Öffnet den Heckflügel (siehe DRS und Rückseite).
Taster RADIO
Sprechtaste für die Funkkommunikation.
Taster 10/+
Taste für 10er-Schritte oder im Menü hoch.
Taster 1/-
Taste für 1er-Schritte oder im Menü runter.
Taster OK
Mit der Taste bestätigt der Fahrer Menüs oder Funkkommandos.
Drehschalter MF (Multi functions)
Der Multifunktions-Drehschalter MF steuert 12 Unterpunkte an. Weitere Unterfunktionen werden mit Plus- und Minustasten gewählt. Die genauen Funktionen sind unbekannt.
Drehschalter REV (Rev limiter)
Der Drehzahlbegrenzer kann in 12 Stufen justiert werden.
Drehschalter BOOST
Die Beschleunigung des KERS kann in 9 Stufen geregelt werden.
Drehschalter TRQ
Hier stehen verschiedene Motor-Kennfelder zur Auswahl. Diese steuern unter anderem das abrufbare Drehmoment.
Drehschalter GRIP
Anpassung der Fahrzeugeinstellungen an die verschiedenen Haftungszustände der Reifen.
Drehschalter MIX
Anpassung der Gemischaufbereitung von „mager“ bis „fett“, also des Kraftstoff-Luft-Verhältnisses.
Kippschalter BO (Burnout)
Ermöglicht dem Fahrer, einen Burn-out zu provozieren. Wird zum Beispiel in der Einführungsrunde zum Aufwärmen der Hinterreifen genutzt.
Kippschalter START
Aktiviert den Start-Modus, und deaktiviert weitere Funktionen.
Kippschalter WET
Schaltet verschiedene Funktionen und Anzeigewerte auf Regenbetrieb um.

## Funktionen auf der Rückseite
Als Beispiel diente hier das Lenkrad des Ferrari 150º Italia aus dem Jahr 2011.
Auf der Rückseite sind sieben Hebel, zwei Druckknöpfe und zwei Kippschalter vorhanden.
Zwei Kippschalter CB (Circuit breaker)
Die Betätigung beider Kippschalter unterbricht die Zündung.
Taster K (KERS)
Aktivierung des KERS
Taste RF (Rear wing flap)
Aktiviert die Heckflügelklappe, dies ist nur in einer von der Rennleitung definierten Zone der Strecke erlaubt.
Schaltwippe DIF IN/OUT (Differential lock)
Justiert die Differenzialsperre für den Kurveneingang und -ausgang.
Schaltwippe GEAR UP/DOWN (Gearbox)
Mit diesen Wippen schalten die Fahrer die Vorwärtsgänge eins bis sieben rauf und runter. In den Leerlauf wird über den Taster N auf der Vorderseite geschaltet.
Schaltwippe CLUTCH
Beim Start wird mit diesen Wippen gekuppelt. Im Fahrbetrieb wird die manuelle Kupplung nicht mehr benötigt.
Schaltwippe ADDON
Die Funktion dieser Taste ist nicht bekannt.

## Verschiedene Formel-1-Lenkräder der letzten Jahre

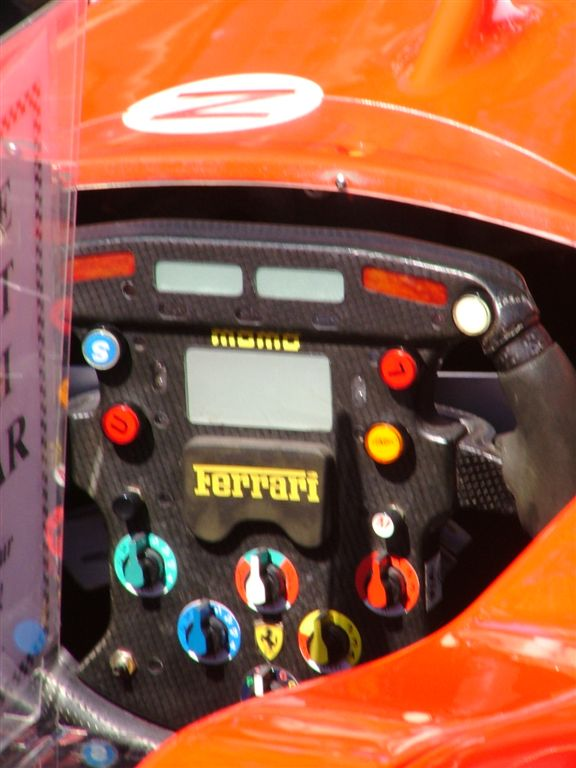
2005er Ferrari F2005
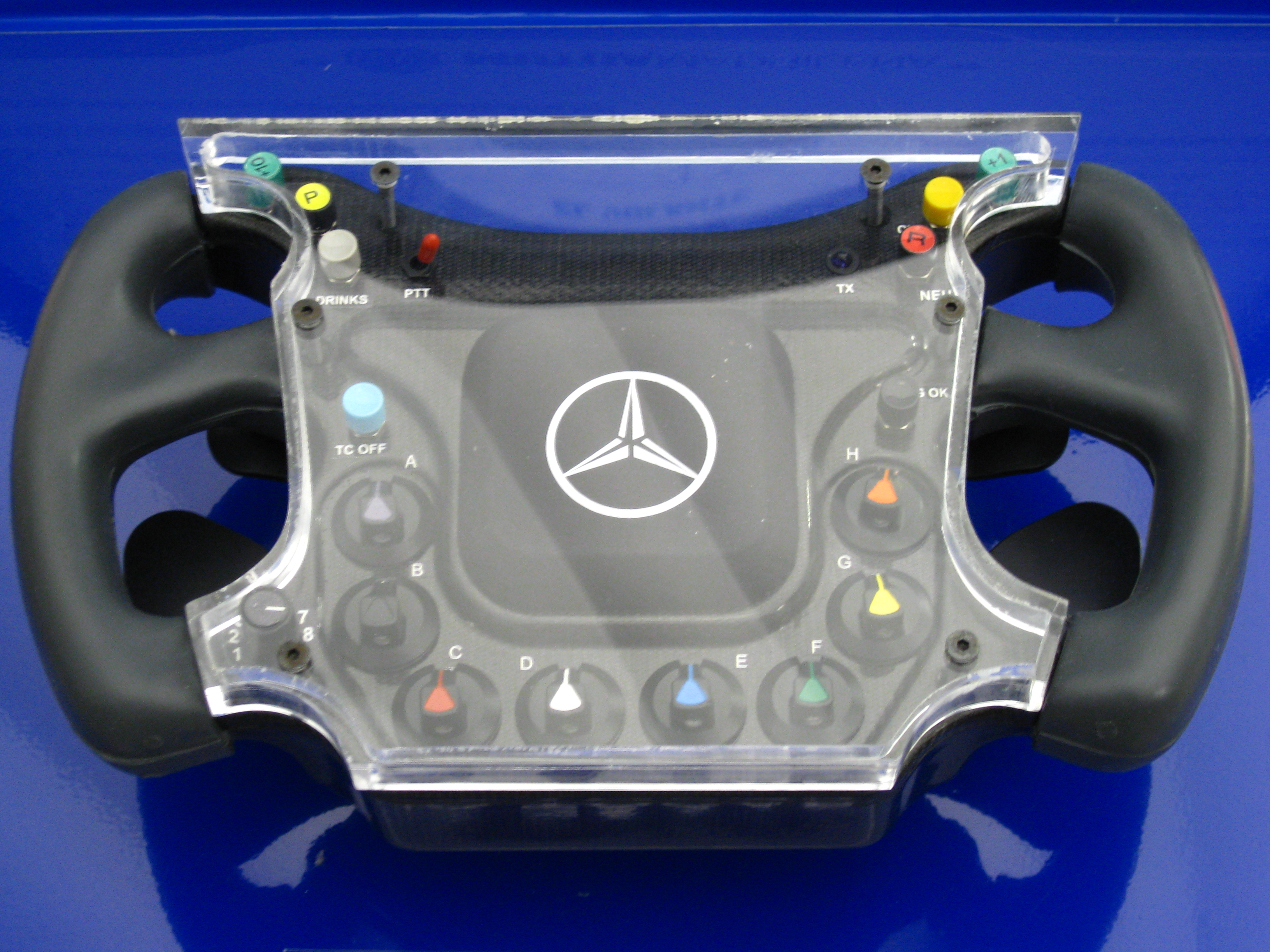
2007 McLaren MP4-22
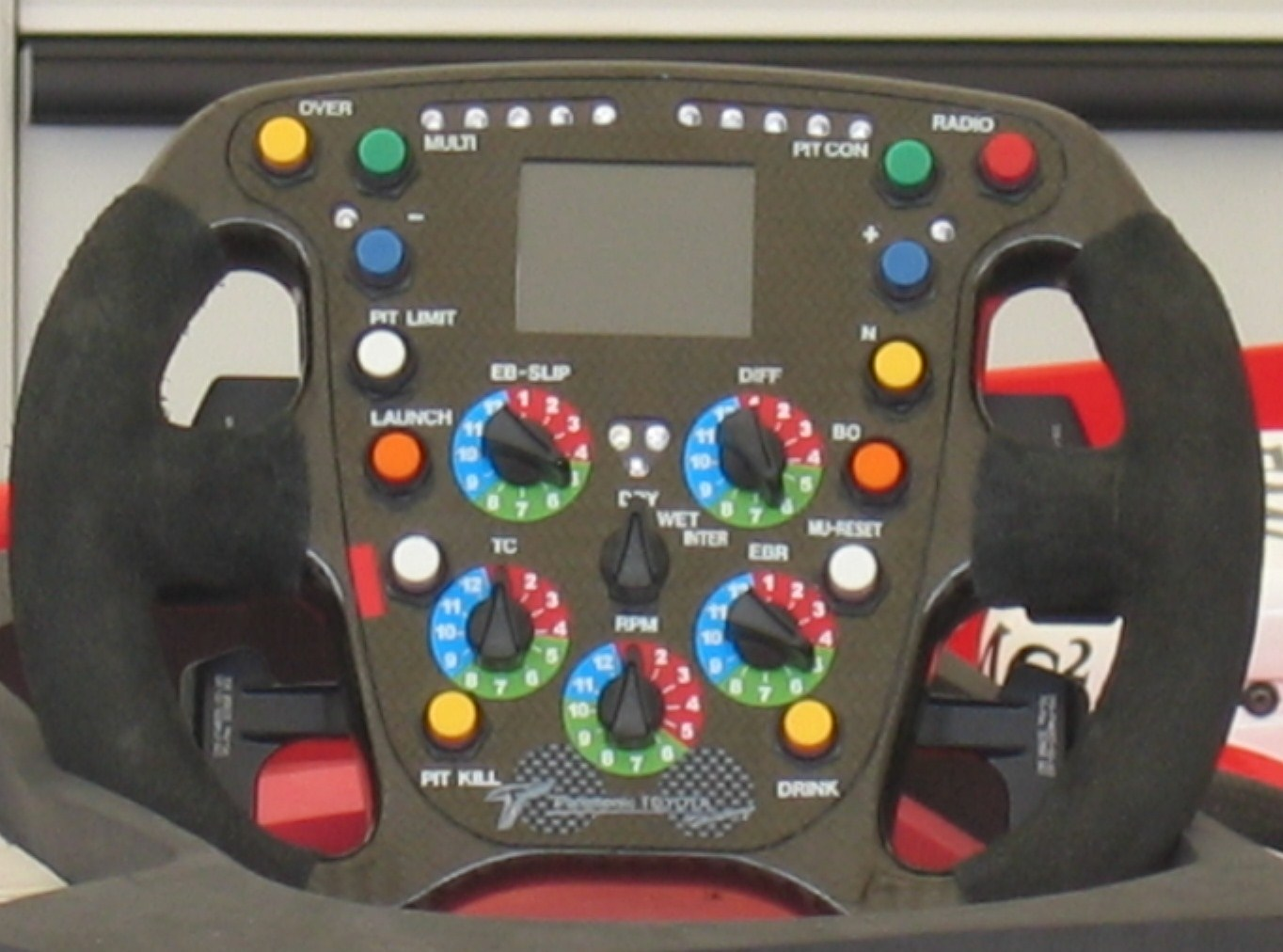
2009er Toyota TF109
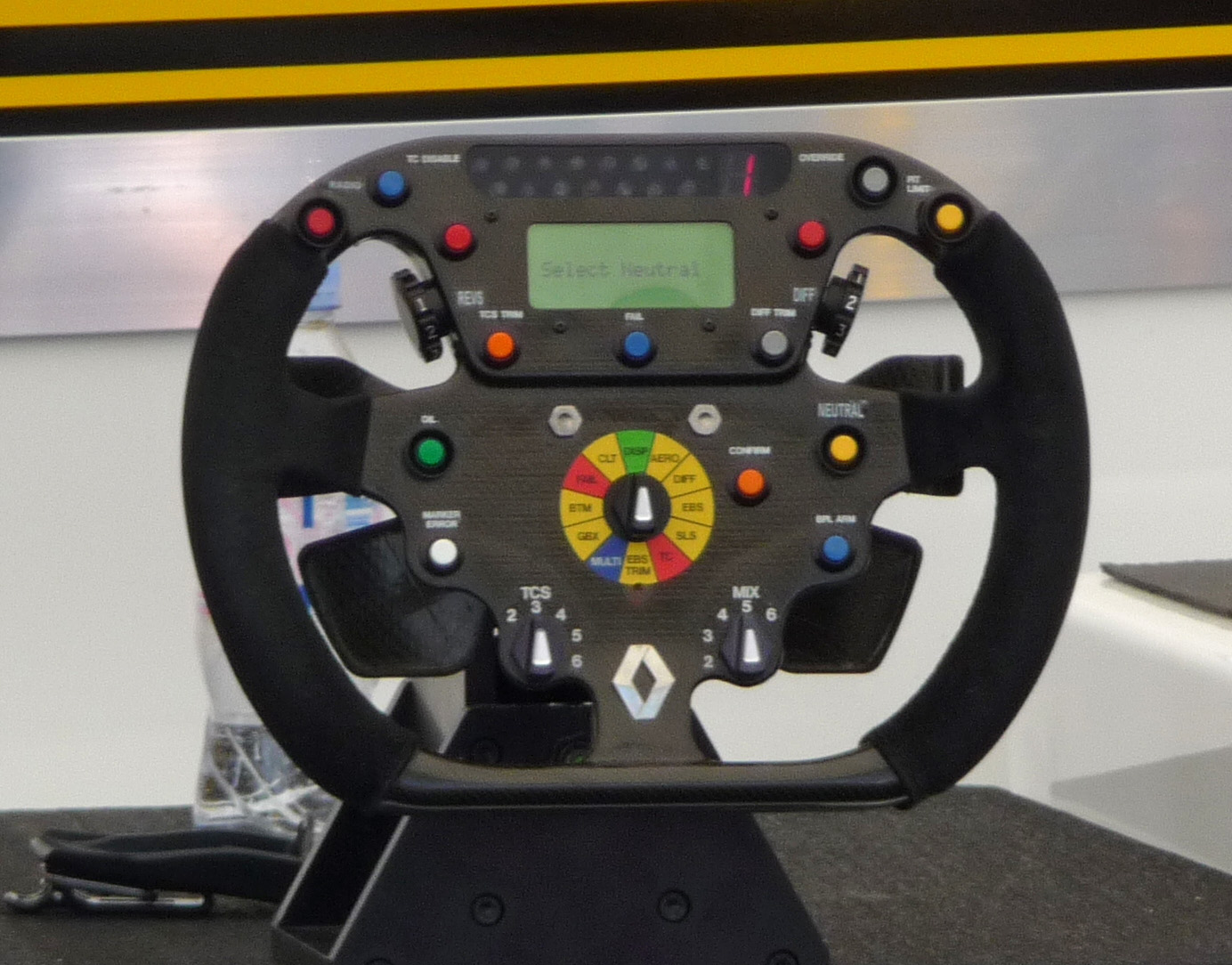
2009er Renault R29
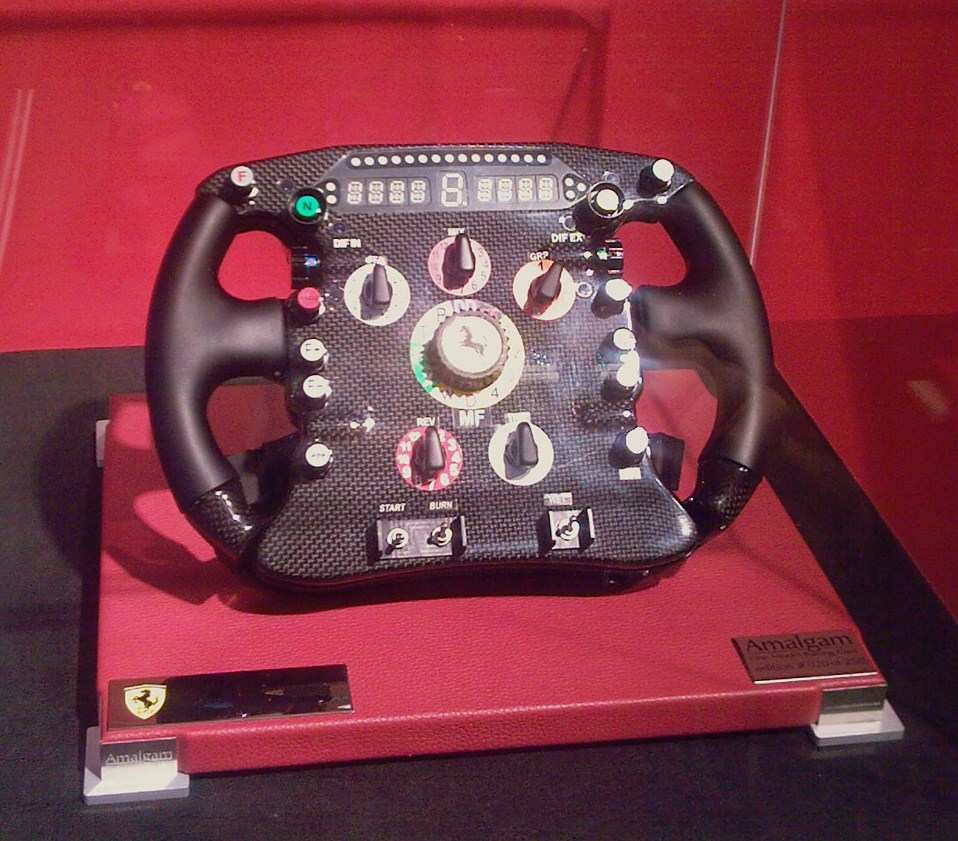
2010er Ferrari F10

## Kritik
Die wachsende Zahl an Funktionen wurde bereits 2011 von vielen Fahrern, darunter Sebastian Vettel, Fernando Alonso und Nick Heidfeld, kritisch gesehen. Teilweise mussten bei einigen Modellen mehrere Funktionen gleichzeitig betätigt werden. Im Frühjahr 2011 wurde dieses Thema wegen der Sicherheitsbedenken in der Fahrergewerkschaft GPDA diskutiert.

## Nachweise
1. 1 2 3  Das Formel-1-Lenkrad unter der Lupe. motorsport-magazin.com, 19. Februar 2011, abgerufen am 1. März 2012.
2. ↑  MP 4-12C. McLarenAutomotive.com, archiviert vom Original (nicht mehr online verfügbar) am 5. Dezember 2010; abgerufen am 15. März 2012.  Info: Der Archivlink wurde automatisch eingesetzt und noch nicht geprüft. Bitte prüfe Original- und Archivlink gemäß Anleitung und entferne dann diesen Hinweis.
3. 1 2  Ferrari F150 Lenkrad in der 3D-Animation. auto-motor-sport.de, 8. April 2011, abgerufen am 16. Februar 2012.
4. ↑  Alonso stören die vielen Knöpfe am Lenkrad. blick.ch, 29. Januar 2011, abgerufen am 29. Februar 2012.
5. ↑  Streik droht: Das große Knopf-Wirrwarr im Formel-1-Cockpit. blick.ch, 22. März 2011, abgerufen am 29. Februar 2012.
6. ↑  Alonso-Interview: Von Einfluss und Druckaufbau. formel1.de, 28. Januar 2011, archiviert vom Original (nicht mehr online verfügbar) am 31. Januar 2011; abgerufen am 29. Februar 2012.